# Wronki (Mazurskie)
Wronki (Mazurskie) – zlikwidowana stacja kolejowa we Wronkach na linii kolejowej Olecko – Kruklanki, w gminie Świętajno, w powiecie oleckim, w województwie warmińsko-mazurskim.